# First Division (Zypern) 2021/22
Die First Division 2021/22 (griechisch Παγκύπριο Πρωτάθλημα Α΄ Κατηγορίας), aus Sponsorengründen auch Cyta Championship, war die 83. Spielzeit der höchsten Spielklasse der Republik Zypern im Männerfußball. Sie begann am 20. August 2021 und endete am 22. Mai 2022.

## Modus
In der ersten Saisonrunde spielten zwölf Vereine um die Platzierungen, deren Ergebnis in der zweiten Saisonhälfte die Grundlage für eine Verteilung der Mannschaften auf zwei Gruppen darstellten.
Die sechs bestplatzierten Vereine erreichten die Meisterschaftsrunde. Die Teams auf den Plätzen sieben bis zwölf spielten in der Abstiegsrunde. Die letzten beiden dieser Runde stiegen ab. In den einzelnen Gruppen wurde die jeweils erreichte Punktzahl aus den 22 Spielen der Vorrunde übertragen.

## Vereine
| Verein                                      | Stadt         | Stadion                          | Kapazität |
| ------------------------------------------- | ------------- | -------------------------------- | --------- |
| APOEL Nikosia Omonia Nikosia                | Nikosia       | GSP-Stadion                      | 22.859    |
| Olympiakos Nikosia Doxa Katokopia           | Nikosia       | Makario-Stadion                  | 16.000    |
| Apollon Limassol AEL Limassol Aris Limassol | Limassol      | Tsirio-Stadion                   | 13.331    |
| Anorthosis Famagusta                        | Larnaka       | Antonis-Papadopoulos-Stadion     | 10.320    |
| Paphos FC                                   | Paphos        | Stelios-Kyriakides-Stadion       | 09.394    |
| AEK Larnaka                                 | Larnaka       | AEK Arena – Georgios Karapatakis | 07.400    |
| Ethnikos Achnas                             | Dasaki Achnas | Dasaki-Stadion                   | 05.000    |
| PAEEK Kyrenia                               | Lakatamia     | Keryneia Epistrophi              | 02.000    |

## Erste Runde

### Tabelle
| Pl. | Verein                   | Sp. | S  | U  | N  | Tore    | Diff. | Punkte |
| --- | ------------------------ | --- | -- | -- | -- | ------- | ----- | ------ |
| 1.  | Apollon Limassol         | 22  | 14 | 4  | 4  | 037:210 | +16   | 46     |
| 2.  | APOEL Nikosia            | 22  | 11 | 6  | 5  | 035:250 | +10   | 39     |
| 3.  | AEK Larnaka              | 22  | 10 | 9  | 3  | 031:170 | +14   | 39     |
| 4.  | Anorthosis Famagusta (P) | 22  | 11 | 5  | 6  | 036:260 | +10   | 38     |
| 5.  | Aris Limassol (N)        | 22  | 10 | 6  | 6  | 023:200 | +3    | 36     |
| 6.  | Paphos FC                | 22  | 8  | 10 | 4  | 027:190 | +8    | 34     |
| 7.  | Omonia Nikosia (M)       | 22  | 9  | 4  | 9  | 025:250 | ±0    | 31     |
| 8.  | AEL Limassol             | 22  | 7  | 4  | 11 | 026:280 | −2    | 25     |
| 9.  | Olympiakos Nikosia       | 22  | 5  | 7  | 10 | 014:230 | −9    | 22     |
| 10. | Doxa Katokopia           | 22  | 5  | 7  | 10 | 018:300 | −12   | 22     |
| 11. | PAEEK Kyrenia (N)        | 22  | 3  | 6  | 13 | 017:350 | −18   | 15     |
| 12. | Ethnikos Achnas          | 22  | 3  | 4  | 15 | 013:330 | −20   | 13     |

Platzierungskriterien: 1. Punkte – 2. Direkter Vergleich (Punkte, Tordifferenz, geschossene Tore, Auswärtstore bei zwei Teams) – 3. Tordifferenz – 4. geschossene Tore
| (M) | amtierender zyprischer Meister     |
| (P) | amtierender zyprischer Pokalsieger |
| (N) | Neuaufsteiger der letzten Saison   |

## Zweite Runde

### Meisterschaftsrunde
Die sechs bestplatzierten Vereine der ersten Runde erreichen die Meisterschaftsrunde, in der es neben der Meisterschaft auch um die internationalen Plätze im Europapokal geht.
Die Ergebnisse aus der Vorrunde werden mit eingerechnet.

#### Tabelle
| Pl. | Verein                   | Sp. | S  | U  | N | Tore    | Diff. | Punkte |
| --- | ------------------------ | --- | -- | -- | - | ------- | ----- | ------ |
| 1.  | Apollon Limassol         | 32  | 16 | 10 | 6 | 050:330 | +17   | 58     |
| 2.  | AEK Larnaka              | 32  | 14 | 12 | 6 | 044:290 | +15   | 54     |
| 3.  | APOEL Nikosia            | 32  | 14 | 10 | 8 | 048:410 | +7    | 52     |
| 4.  | Aris Limassol (N)        | 32  | 13 | 11 | 8 | 037:320 | +5    | 50     |
| 5.  | Anorthosis Famagusta (P) | 32  | 13 | 10 | 9 | 048:400 | +8    | 49     |
| 6.  | Paphos FC                | 32  | 11 | 13 | 8 | 039:300 | +9    | 46     |

Platzierungskriterien: 1. Punkte – 2. Direkter Vergleich (Punkte, Tordifferenz, geschossene Tore, Auswärtstore bei zwei Teams) – 3. Tordifferenz – 4. geschossene Tore – 5. Play-off (nur bei entscheidender Meisterschaftsrunde, Abstiegsrunde oder Relegation).

#### Kreuztabelle
| 2021/22              | Apollon Limassol | APOEL Nikosia | AEK Larnaka | ANO | Aris Limassol | PAP |
| -------------------- | ---------------- | ------------- | ----------- | --- | ------------- | --- |
| Apollon Limassol     |                  | 3:2           | 0:1         | 1:1 | 1:1           | 0:2 |
| APOEL Nikosia        | 0:0              |               | 1:1         | 1:1 | 1:1           | 2:1 |
| AEK Larnaka          | 3:3              | 1:2           |             | 1:0 | 1:1           | 2:0 |
| Anorthosis Famagusta | 1:1              | 4:1           | 1:3         |     | 0:3           | 1:0 |
| Aris Limassol        | 1:4              | 1:2           | 2:0         | 1:1 |               | 2:1 |
| Paphos FC            | 0:0              | 3:1           | 2:0         | 2:2 | 1:1           |     |

### Abstiegsrunde
Die Vereine, die in der ersten Runde die Plätze sieben bis zwölf belegen, spielen in der Abstiegsrunde.
Die Ergebnisse aus der Vorrunde werden mit eingerechnet.

#### Tabelle
| Pl. | Verein             | Sp. | S  | U  | N  | Tore    | Diff. | Punkte |
| --- | ------------------ | --- | -- | -- | -- | ------- | ----- | ------ |
| 7.  | Omonia Nikosia (M) | 32  | 14 | 8  | 10 | 044:330 | +11   | 50     |
| 8.  | AEL Limassol       | 32  | 14 | 5  | 13 | 043:390 | +4    | 47     |
| 9.  | Olympiakos Nikosia | 32  | 10 | 10 | 12 | 030:310 | −1    | 40     |
| 10. | Doxa Katokopia     | 32  | 7  | 11 | 14 | 027:410 | −14   | 32     |
| 11. | Ethnikos Achnas    | 32  | 5  | 8  | 19 | 021:410 | −20   | 23     |
| 12. | PAEEK Kyrenia (N)  | 32  | 3  | 8  | 21 | 025:610 | −36   | 17     |

Platzierungskriterien: 1. Punkte – 2. Direkter Vergleich (Punkte, Tordifferenz, geschossene Tore, Auswärtstore bei zwei Teams) – 3. Tordifferenz – 4. geschossene Tore – 5. Play-off (nur bei entscheidender Meisterschaftsrunde, Abstiegsrunde oder Relegation).

#### Kreuztabelle
| 2021/22            | Omonia Nikosia | AEL Limassol | Olympiakos Nikosia | Doxa Katokopia | KER | Ethnikos Achnas |
| ------------------ | -------------- | ------------ | ------------------ | -------------- | --- | --------------- |
| Omonia Nikosia     |                | 3:2          | 1:1                | 2:2            | 4:2 | 1:0             |
| AEL Limassol       | 1:1            |              | 0:4                | 3:1            | 2:1 | 2:0             |
| Olympiakos Nikosia | 3:0            | 0:1          |                    | 1:0            | 4:3 | 1:1             |
| Doxa Katokopia     | 0:2            | 0:1          | 1:1                |                | 0:0 | 2:1             |
| PAEEK Kyrenia      | 2:5            | 0:3          | 0:1                | 0:3            |     | 0:4             |
| Ethnikos Achnas    | 0:0            | 1:2          | 1:0                | 0:0            | 0:0 |                 |

## Torschützenliste
| Pl.             | Name                       | Team                 | Tore |
| --------------- | -------------------------- | -------------------- | ---- |
| 01.             | Ivan Tričkovski            | AEK Larnaka          | 15   |
| 02.             | Berat Sadik                | Doxa Katokopia       | 13   |
| 03.             | Lazaros Christodoulopoulos | Anorthosis Famagusta | 10   |
| 03.             | Giorgi Kwilitaia           | APOEL Nikosia        | 10   |
| 03.             | Ioannis Pittas             | Apollon Limassol     | 10   |
| 03.             | Stefan Šćepović            | AEL Limassol         | 10   |
| 03.             | Onni Valakari              | Paphos FC            | 10   |
| 08.             | Bagaliy Dabo               | Apollon Limassol     | 09   |
| 08.             | Mariusz Stępiński          | Aris Limassol        | 09   |
| 08.             | Amr Warda                  | Anorthosis Famagusta | 09   |
| Stand: Endstand |                            |                      |      |